# Dorota Podlodowska
Dorota Podlodowska herbu Janina z Przytyka (ur. zapewne ok. 1550–1555, zm. pod koniec 1599 lub na początku 1600) – stolnikówna sandomierska, córka szlachcica Stanisława Lupy Podlodowskiego – marszałka dworu biskupa Samuela Maciejowskiego, żona polskiego poety renesansowego Jana Kochanowskiego.
Jej matką była Elżbieta z Biejkowskich Podlodowska. Miała dwie starsze siostry, Urszulę i Elżbietę, oraz trzech braci: Grzegorza – starostę radomskiego, Jakuba – podkomorzego królewskiego (zabitego w Turcji w 1583) i Jana.
Datę jej ślubu z Janem Kochanowskim szacuje się na lata 1569–1577, chociaż najbardziej prawdopodobny wydaje się początek roku 1575. Miała z nim siedmioro dzieci:
- Urszulę, zmarłą w dzieciństwie (ok. 1579)[8], której Jan poświęcił Treny,
- Hannę (Annę), zmarłą w dzieciństwie,
- Ewę (ur. 1575, zm. przed 1631), żonę Filipa Owadowskiego od 1585 r., matkę Zuzanny Wołuckiej (fundatorki Kaplicy Owadowskich[9] w kościele w Zwoleniu) i Katarzyny, żony Jana Stadnickiego,
- Poliksenę (ur. 1576), żonę Łukasza Łędzkiego z Lędu (zm. 1629), dworzanina królewskiego, matkę Jana (1600–1653),
- Elżbietę (Halszkę), żonę Mikołaja Borkowskiego, a następnie Stanisława Witowskiego (zm. 1637), kasztelana brzezińskiego,
- Krystynę, żonę Wojciecha Michowskiego, matkę Jana,
- Jana (ur. po 22 sierpnia 1584, zm. między 14 marca a czerwcem 1586[2] lub przed 15 maja 1587[10]), pogrobowca.

Kochanowski upamiętnił ją (nieprzepłaconą Dorotę) w pieśni Panny XI z Pieśni świętojańskiej o Sobótce. To właśnie o niej miał pisać również w pieśni X i XX "Ksiąg wtórych". 
Prawdopodobnie to dzięki niej rękopisy zmarłego poety trafiły do wydawcy Januszowskiego, który ogłosił je w latach 1585–1606.